# Душан Батаковић
Душан Т. Батаковић (Београд, 23. априла 1957 — Београд, 27. јун 2017) био је српски историчар и дипломата. Батаковић је био директор Балканолошког института САНУ и амбасадор СРЈ, СЦГ и Србије у Грчкој, Канади и Француској.

## Биографија
Студије историје завршио је на Филозофском факултету у Београду 1982, где је и магистрирао 1988. Докторске студије (1991 — 1996) завршио је на Сорбони у Паризу (Université de Paris - Sorbonne, Paris IV) где је у јануару 1997. докторирао (summa cum laude) с тезом: Француска и стварање парламентарне демократије у Србији 1830 — 1914. (La France et la formation de la démocratie parlementaire en Serbie 1830-1914).
У Историјском институту радио је од 1983. до 1992, када прелази у Балканолошки институт САНУ. Члан уредништва Књижевне речи (1985—1989), Задужбине (1990—1994) и Књижевних новина (1991—1998). Члан Управног одбора Српске књижевне задруге, и члан Председништва СКЗ (1996—1999). Од априла 1998. на Филозофском факултету у Београду предаје Увод у историјске студије и Општу историју новог века. После мандата амбасадора у Грчкој (2001—2005), Батаковић је у јулу 2005. именован за саветника председника Србије, а у октобру исте године изабран за директора Балканолошког института САНУ, главног уредника годишњака Balcanica и посебних издања Института. У септембру 2008. изабран је изабран и за председника српског комитета Међународне асоцијације за проучавање југоисточне Европе (AIESEE). Члан Државног преговарачког тима о будућем статусу Косова и Метохије од новембра 2005 до јула 2007. Батаковић је у јулу 2007, указом председника Србије, именован за амбасадора Србије у Канади, а у јануару 2009. за амбасадора Србије у Француској. Шеф делегације Србије при Међународном суду правде у Хагу (2009—2011).
Уз серију предавања на више европских и америчких универзитета, Батаковић је, у оквиру Фондације за европску историју и цивилизацију (La Fondation pour une histoire de la civilisation européenne), са седиштем у Паризу, био представник Балкана у жирију за Европску награду из историје (1995—2000).
Батаковић је објавио и приредио већи број књига (монографија, зборника чланака, мемоара и грађе) и преко стотину научних радова. Његова истраживања посвећена су српско-албанским односима, проучавању утицаја религије и идеологије на балканске и јужнословенске национализме, европским оквирима српске историје, француско-српским односима, као и утицају комунизма на развој Србије. Његова синтеза о прошлости југословенског простора (La Yougoslavie : nations, religions, idéologies) у списку је литературе на основним и постдипломским студијама на француским универзитетима, као и на франкофонским универзитетима у Швајцарској, Белгији и Канади. Нова историја српског народа, (Београд, 2000), коју је Батаковић приредио и написао уз сарадњу још тројице српских историчара, преведена је најпре на корејски језик 2000. г. у Сеулу, а на француски 2005. (Histoire du peuple serbe). Приредио је за штампу Мемоаре армијског генерала Панте Драшкића и Дневник из балканских ратова српског посланика у Петрограду, Димитрија Поповића.
Уз монографије на француском језику (Kosovo. La spirale de la haine; Kosovo. Un conflit sans fin?), у међународној литератури су редовно цитиране и његове монографије на енглеском језику: The Kosovo Chronicles као и историја босанско-херцеговачких Срба (The Serbs of Bosnia and Herzegovina. History and Politics).
Аутор документарне телевизијске серије Црвено доба, историјског серијала у пет наставака, Батаковић је, уз сарадњу млађих историчара, кроз бројна сведочења жртава и њихових потомака, обрадио феномен црвеног терора, комунистичких злочина у Србији и Црној Гори (1944—1947).
Од марта 2009. до децембра 2012. године био је амбасадор Републике Србије у Француској. Са позиције амбасадора у Француској, дао је велики допринос побољшању српско-француских односа.
Године 2010. Батаковић је изабран за члана Светске академије уметности и науке World Academy of Art and Science (WAAS).
У фебруару 2013. године Батаковић је поново изабран за директора Балканолошког института САНУ.
Преминуо је 27. јуна 2017. године у Београду.

## Одликовања
| Награда или одликовање | Награда или одликовање             | Држава                      |
| ---------------------- | ---------------------------------- | --------------------------- |
|                        | Орден Карађорђеве звезде, командир | Краљевски дом Карађорђевића |
|                        | Орден Белог орла, велики крст      | Краљевски дом Карађорђевића |
|                        | Орден академских палми, официр     | Француска                   |
|                        | Орден феникса, велики крст         | Грчка                       |

## Одабрана дела
- Батаковић, Душан Т. (1988). Савременици о Косову и Метохији 1852-1912. Београд: Српска књижевна задруга.
- Батаковић, Душан Т. (1989). Дечанско питање (1. изд.). Београд: Просвета.
  - Батаковић, Душан Т. (2007) [1989]. Дечанско питање (2. изд.). Београд: Чигоја штампа.
- Батаковић, Душан Т.; Поповић, Никола Б. (1989). Колубарска битка. Београд: Литера.
- Аутор четири поглавља у: Косово и Метохија у српској историји, Београд: Српска књижевна задруга, 1989. Немачки превод: Kosovo und Metochien in der serbischen Geschichte, Lausanne: L'Age d'Homme 1989. Француски превод: Le Kosovo-Metohija dans l'histoire serbe, Lausanne: L'Age d'Homme 1990.
  - Батаковић, Душан Т. (1989). „Од српске револуције до источне кризе: 1804-1875”. Косово и Метохија у српској историји. Београд: Српска књижевна задруга. стр. 171—208.
  - Батаковић, Душан Т. (1989). „Улазак у сферу европског интересовања”. Косово и Метохија у српској историји. Београд: Српска књижевна задруга. стр. 209—248.
  - Батаковић, Душан Т. (1989). „Анархија и геноцид над Србима 1897-1912”. Косово и Метохија у српској историји. Београд: Српска књижевна задруга. стр. 249—280.
  - Батаковић, Душан Т. (1989). „Ослобођење Косова и Метохије”. Косово и Метохија у српској историји. Београд: Српска књижевна задруга. стр. 281—300.
- Батаковић, Душан Т. (1991). Косово и Метохија у српско-арбанашким односима: Студије и чланци (1. изд.). Приштина-Горњи Милановац: Јединство, Дечје новине.
  - Батаковић, Душан Т. (2006) [1991]. Косово и Метохија у српско-арбанашким односима (2. доп. изд.). Београд: Чигоја штампа.
- Bataković, Dušan T. (1992). The Kosovo Chronicles. Belgrade: Plato.
  - Bataković, Dušan T. (1999). Cronica de la Kosovo. Bucureşti: Biblioteca Bucureştilor.
- Bataković, Dušan T. (1993). Kosovo, la spirale de la haine: Les faits, les acteurs, l'histoire (1. изд.). Lausanne: L'Age d'Homme.
  - Bataković, Dušan T. (1998) [1993]. Kosovo, la spirale de la haine: Les faits, les acteurs, l'histoire (2. изд.). Lausanne: L'Age d'Homme.
- Bataković, Dušan T. (1994). Yougoslavie: nations, religions, idéologies. Lausanne: L'Age d'Homme.
- Bataković, Dušan T. (1996). The Serbs of Bosnia & Herzegovina: History and Politics. Paris: Dialogue.
- Батаковић, Душан Т. (1998). Косово и Метохија: Историја и идеологија (1. изд.). Београд: Хришћанска мисао.
  - Батаковић, Душан Т. (2007) [1998]. Косово и Метохија: Историја и идеологија (2. изд.). Београд: Чигоја штампа.
  - Батакович, Душан Т. (2014). Косово и Метохия: История и идеология. Екатеринбург: Издательство Уральского университета.
- The Serbs and Their National Interest. 1997. ISBN 978-86-901887-1-0., N. Von Ragenfeld-Feldman & D. T. Batakovic (editors), San Francisco & Belgrade 140 p.
- Батаковић, Душан Т., ур. (2000). Нова историја српског народа (1. изд.). Београд: Наш дом.
  - Батаковић, Душан Т., ур. (2002) [2000]. Нова историја српског народа (2. изд.). Београд: Наш дом.
- Bataković, Dušan T., ур. (2005). Histoire du peuple serbe. Lausanne: L’Age d’Homme.
- Bataković, Dušan T., ур. (2007). Kosovo and Metohija: Living in the Enclave (PDF). Belgrade: Institute for Balkan Studies.
- Bataković, Dušan T. (2008). Kosovo: Un conflit sans fin?. Lausanne: ĹAge ď Homme.
- Батаковић, Душан Т. (2008). „Српска заједница на Косову и Метохији 1999-2005: Од конститутивног народа до наметнуте миноризације”. Положај националних мањина у Србији. Београд: САНУ. стр. 227—243.
- La Serbie et la France : une alliance atypique. Les relations politiques, économiques et culturelles, 1870-1940. 2010. ISBN 978-86-7179-061-1., D. T. Bataković (dir.), Institut des Etudes Balkaniques, Académie serbe des Sciences et des Arts, Belgrade 613. стр.
- D. T. Bataković, ур. (2011). Minorities in the Balkans. State Policy and Inter-Ethnic Relations (1804—2004). ISBN 978-86-7179-068-0., Belgrade, Institute for Balkan Studies, Serbian Academy of Sciences and Arts, 364 стр.
- Bataković, Dušan T. (2012). Serbia's Kosovo Drama: A historical perspective. Belgrade: Čigoja štampa.
- Qeveria serbe dhe Esat Pashe Toptani. 2012. ISBN 9789928136114., e perktheu nga anglishtja Maklen Misha, Tirane, Botimet IDK, 70 стр.
- Les sources françaises de la démocratie serbe (1804—1914). 2013. ISBN 978-2-271-07080-7., Paris, CNRS Editions 570 стр.
- Bataković, Dušan T. (2014). A Turbulent Decade: The Serbs in Post-1999 Kosovo: Destruction of Cultural Heritage, Ethnic Cleansing, and Marginalization (1999—2009). Paris: Dialogue.
- Косово и Метохия : история и идеология. 2014. ISBN 978-5-7996-1269-6., перевод с сербского Д. Кокотович, Екатеринбург : Издательство Уральского университета, 399. стр.
- The Foreign Policy of Serbia (1844—1867). Ilija Garašanin's Načertanije. 2014. ISBN 978-86-7179-089-5., Institute for Balkan Studies SASA, Belgrade 308 p.
- Bataković, Dušan T. (2015). „Kosovo and Metohija: History, Memory and Identity”. The Christian Heritage of Kosovo and Metohija: the Historical and Spiritual Heartland of the Serbian People. Los Angeles: Sebastian Press. стр. 569—608.
- Bataković, Dušan T. (2015). „The Serbs of Kosovo and Metohija 1999-2007: Surviving in Ghetto-like Enclaves”. The Christian Heritage of Kosovo and Metohija: the Historical and Spiritual Heartland of the Serbian People. Los Angeles: Sebastian Press. стр. 935—945.
- Serbia in the Great War. Anglo-Saxon Testimonies and Historical Analysis. 2015. ISBN 978-86-7035-332-9.. Edited by Dušan T. Bataković, Belgrade: National Library of Serbia 374 str.
- Батаковић, Душан Т. (2016). Србија и Балкан: Албанија, Бугарска, Грчка: 1914-1918 (PDF). Нови Сад-Београд: Прометеј; РТС.
- Батаковић, Душан Т. (2016). Дешифровање прошлости: Сведоци, писци, појаве. Београд: Чигоја штампа.